# Curtis Ebbesmeyer
Curtis Ebbesmeyer (Los Ángeles, California, 24 de abril de 1943) es un oceanógrafo estadounidense.

## Biografía
Estudió en la Universidad de Washington, en donde obtuvo un PhD en el año de 1973, dedicándose a la monitorización de las corrientes oceánicas. 
En enero de 1992 una tormenta hace zozobrar, en el océano Pacífico una embarcación que se trasladaba desde Hong Kong hasta América, muy cerca de la línea internacional de cambio de fecha a los 44.7°N, 178.1°E, provocando que varios de los contenedores cayeran al mar y que uno de ellos se rompiese, lanzando al mar 29 000 juguetes plásticos para bañeras, en su mayoría patos, tortugas, castores y ranas, todos ellos de colores verde, azul, amarillo, en lo que se conoce como "El naufragio de los patitos de goma".
Este pintoresco episodio habría pasado desapercibido si Ebessmeyer no lo hubiese puesto al provecho de la ciencia ya que utilizó a los juguetes como marcadores para seguir el flujo de las corrientes oceánicas, área de la oceanografía poco estudiada; para cumplir esta tarea se asoció con  James Ingraham, un científico del Servicio de Pesca de la Marina Nacional de los EE. UU., dedicándose entre ambos a recopilar información de los sitios a los cuales llegaron los juguetes. El primer informe les llegó en noviembre de 1992, al aparecer en Alaska, a 3200 kilómetros del lugar inicial donde cayeron al océano los primeros juguetes.
Ingrahan diseñó un software informático de simulación de corrientes oceánicas, denominado OSCUR - Ocean Surface CURrent Simulator,  al cual alimentaron con todos los datos que iban recopilando lo cual les permitió seguir las corrientes oceánicas más importantes.
Después de más de 12 años que los primeros juguetes arribaran a Sitka en Alaska,  ha habido notificaciones de que han llegado a las islas Aleutianas, y en Kamchatka - Japón.